# Eolo (Euripide)
Eolo (in greco antico: Αἴολος?, Aiolos) è una tragedia di Euripide oggi perduta, ad eccezione di alcuni frammenti sopravvissuti.

## Trama
Il dramma inizia con l'affermazione del prologo, probabilmente recitato da una vecchia nutrice: "In verità terribili e difficili da capire sono le volontà di Dio!" (Ἢ δεινὰ καὶ δύσγνωστα βουλεύει θεός). Eolo è un mortale che aveva ricevuto dagli dèi la sorveglianza (διοίκησις) sui venti e risiede, con i figli e le figlie, in Etruria (Τυρσηνία), al largo della costa su un'isola di cui era sovrano. Tra i dodici figli e figlie, il più giovane è Macareo, che si innamora di sua sorella, Canace, la seduce e la mette incinta.
Di nascosto dal padre Eolo, Canace poi dà alla luce un figlio e rimane fuori dalla sua vista, fingendo di essere malata. Macareo, a sua volta, induce Eolo a permettere che i figli possano sposarsi tra di loro.
Eolo, comunque, decide che le loro unioni siano affidate al caso: sicché il piano di Macareo fallisce, perché il sorteggio impone che Canace sposi un altro fratello e non lui. Lo strazio di Canace e la rivelazione che aveva avuto un figlio da Macareo spinge Eolo, adirato, a inviarle una spada con l'ordine di uccidersi. Ritenendosi colpevole di tutto, Canace si suicida nella propria stanza: Macareo, accorso con il perdono di Eolo, che ha infine acconsentito all'unione, trova Canace ferita a morte e si uccide sul suo cadavere.

## Commento
Della tragedia restano ventotto frammenti e rivelazioni parziali sulla trama da cenni e allusioni sparse. Inoltre, c'è un consenso piuttosto ampio sul fatto che la lettera di Canace dalle Heroides di Ovidio si basi proprio sulla tragedia di Euripide, pur con ovvi sviluppi originali del poeta sulmonese. Rifarsi esclusivamente ai frammenti per la ricostruzione della trama sarebbe, comunque, un compito senza speranza: fortunatamente, le rivelazioni sulla trama da Ovidio permettono di dare un quadro più chiaro in cui i frammenti possono essere collocati.